# Balonmano
El balonmano, hándbol o handball es un deporte de pelota en el que se enfrentan dos equipos que tienen como objetivo anotar más goles que su adversario en el arco o portería contrario, similar pero más pequeño que el del fútbol o hockey, para lo cual deben transportar la pelota botándola (picándola) con las manos o dando una cantidad limitada de pasos, y pasándola a otro jugador de su equipo.
Cada equipo se compone de 7 jugadores (6 de campo y un portero), pudiendo el equipo contar con otros 7 jugadores (o menos, o ninguno) y hasta 9 reservas en competiciones oficiales que pueden intercambiarse en cualquier momento con sus compañeros. Se juega en un campo rectangular, con una portería a cada lado del campo. El objetivo del juego es desplazar una pelota a través del campo, valiéndose fundamentalmente de las manos, para intentar introducirla dentro de la portería contraria, acción que se denomina gol. El equipo que marque más goles al concluir el partido, que consta de dos partes de treinta minutos, es el que resulta ganador, pudiendo darse también el empate.
Han sido muchos los juegos de pelota que han utilizado las manos a lo largo de la historia; no obstante, el balonmano moderno es relativamente reciente, pues sus primeras reglamentaciones se remontan a los últimos años del siglo XIX y la normalización definitiva de las mismas no llegó hasta 1926, año en que se uniformizaron las reglas para el juego entre equipos de once jugadores y al aire libre, el denominado balonmano a 11. Dicha modalidad llegó a participar en los Juegos Olímpicos de Berlín 1936, pero con el paso de los años, el balonmano comenzó a practicarse en pista cubierta, lo que hizo que el número de jugadores se redujera a siete. Pese a que durante un tiempo convivieron el balonmano a once y a siete, solo este último pervivió, debutando como deporte olímpico en los Juegos Olímpicos de Múnich 1972.

## Naturaleza del juego

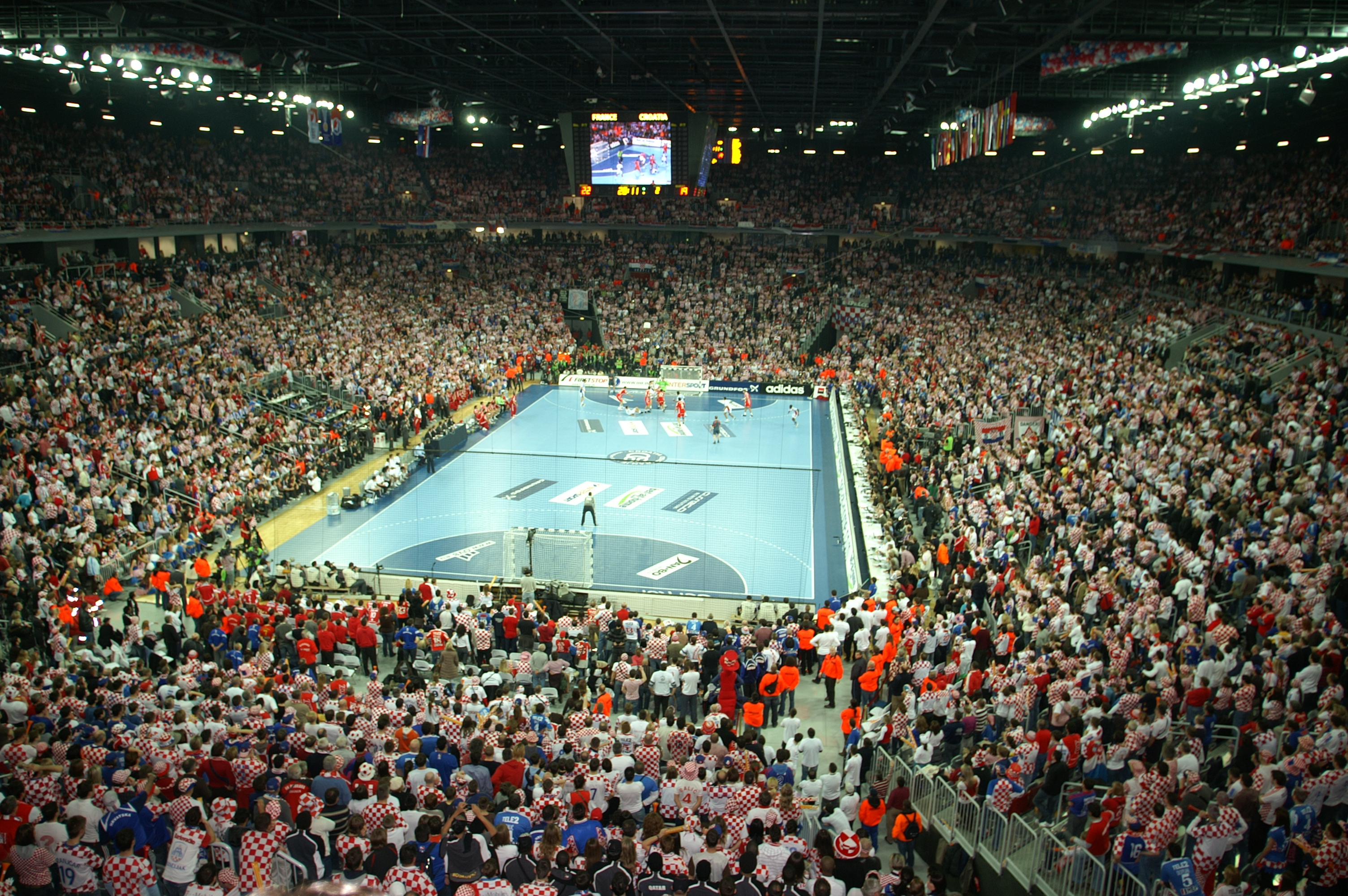
Instantes de juego de la final del Campeonato Mundial de Balonmano Masculino de 2009 disputada en el Arena de Zagreb, Croacia, entre las selecciones de Francia y Croacia, con victoria final francesa.

El balonmano se juega siguiendo una serie de reglas, llamadas oficialmente Reglas de juego, que son modificadas cada cuatro años. Este deporte se practica con una pelota esférica, donde dos equipos de siete jugadores cada uno (seis jugadores «de campo» y un portero) compiten por encajar la misma en la portería rival, marcando así un gol. El equipo que más goles haya marcado al final del partido es el ganador; si ambos equipos marcan la misma cantidad de goles, entonces se declara un empate.
La regla principal es que los jugadores, excepto los porteros, no pueden tocar intencionalmente la pelota con sus pies durante el juego.
En un juego típico, los jugadores intentan llevar el balón valiéndose del control individual de la misma, o de pases a compañeros, hasta las cercanías de la portería rival, defendida por un portero. Una vez allí, tratarán de introducir la pelota en la portería contraria mediante lanzamientos. Los jugadores rivales intentan recuperar el control de la pelota interceptando los pases, quitándote la pelota al jugador que la lleva o bloqueando los disparos con sus brazos y manos. El contacto físico entre jugadores es continuo, pero está sujeto a una serie de restricciones. El juego fluye libremente y se detiene solo cuando el árbitro lo decide.
Es un deporte que con el tiempo ha potenciado el juego de ataque, desarrollándose reglas que limitan el tiempo de posesión del balón de un equipo si este no logra lanzar a portería.
Las reglas no especifican ninguna otra posición de los jugadores aparte de la del portero, pero con el paso del tiempo se han desarrollado una serie de posiciones en el resto del campo. A grandes rasgos, se identifican cinco posiciones de juego: pivote, lateral, extremo, central y portero. A su vez, algunas de estas posiciones (lateral y extremo) se subdividen en los lados del campo en que los jugadores se desempeñan la mayor parte del tiempo. Así, por ejemplo, pueden existir un extremo derecho y un lateral izquierdo. Los seis jugadores de campo pueden distribuirse en cualquier combinación y aunque los jugadores suelen mantenerse durante la mayoría del tiempo en una posición, hay pocas restricciones acerca de su movimiento en el campo. El esquema de los jugadores en el terreno de juego se denomina formación del equipo, algo que se intenta con la mano, junto con la táctica, depende del entrenador.

### Posición

#### Portero

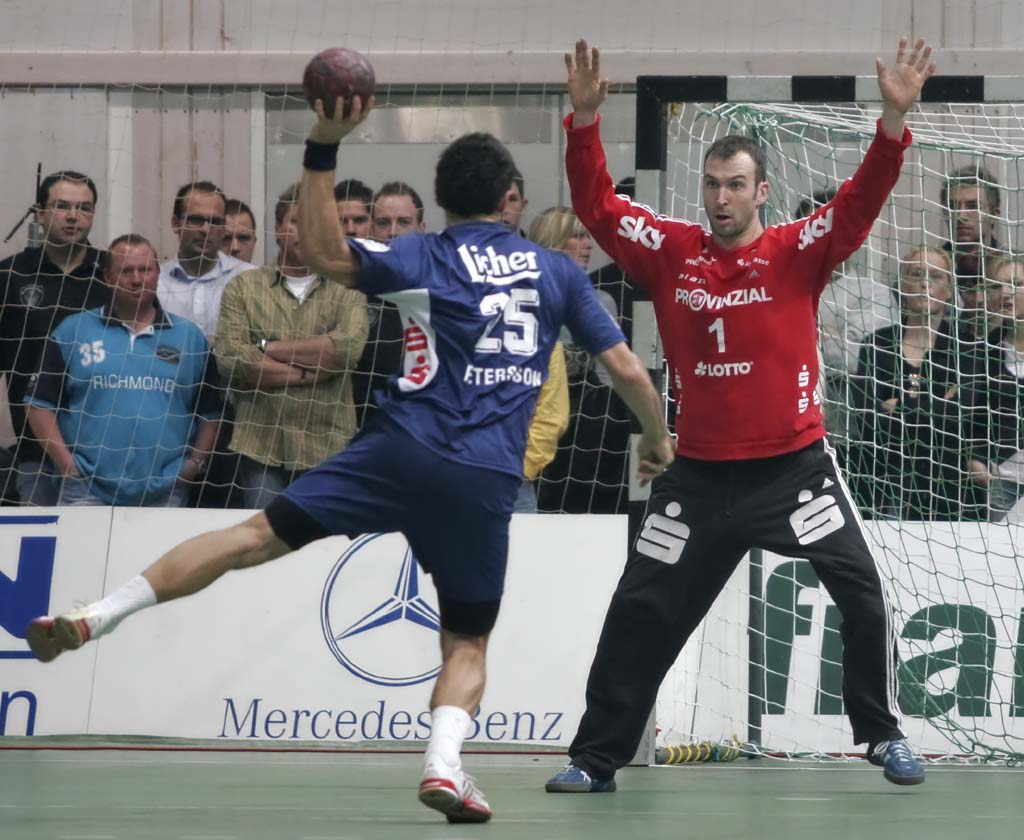
Portero ante un lanzamiento.

El arquero es el único jugador que, dentro del área, puede dar los pasos que quiera con la pelota en las manos sin necesidad de hacerla botar. Debe ir identificado de un color distinto en su equitación al del resto de jugadores, y es el único que puede tocar la pelota con sus piernas, aunque solo con intención defensiva (como detener un disparo). Fuera del área debe comportarse como cualquier otro jugador del campo. Si este tiene la pelota no podrá salir del área picando la pelota. En un penal se podrá adelantar hasta una línea situada a 4 metros de la línea de fondo y a 2 metros de la línea del área.

#### Central
Es el jugador de primera línea situado entre ambos lados, que dentro de la cancha dirige el juego a través de cruces y demás jugadas planificadas y coordinadas en todo momento con él como principal protagonista. Por tanto no es tan relevante su fuerza o velocidad como su visión de juego y destreza. En caso de fallo de ataque del equipo contrario, el central es, normalmente, la persona que recibe el balón del portero para iniciar su ataque. En defensa, el central, normalmente, se coloca en el centro de la línea defensiva junto con el pivote.
Los extremos se colocan uno a cada lado de los laterales. Suelen ser jugadores rápidos, ágiles, poco pesados y con gran capacidad de salto. Aprovechan al máximo el terreno de juego para abrir las defensas y generar huecos. Comienzan las jugadas de ataque estático desde su posición. Pueden convertirse en una fuente constante de goles cuando se juega contra defensas abiertas (como el 3-2-1).

#### Lateral
Los laterales se sitúan uno a cada lado del central. Suelen ser jugadores altos y corpulentos con un potente lanzamiento. Se utilizan para romper defensas cerradas desde la línea de 9 metros. Son los que asisten en la mayoría de ocasiones a los extremos por su proximidad.

#### Pivote
Finalmente, el pivote es el encargado de internarse en la defensa rival y abrir huecos. Son jugadores robustos, que funcionan bien en el cuerpo a cuerpo. Sus movimientos dejan paso libre a los laterales, pero también se convierten en goleadores cuando reciben un pase y tienen la oportunidad de girarse con velocidad hacia la portería.

## Historia

### Orígenes

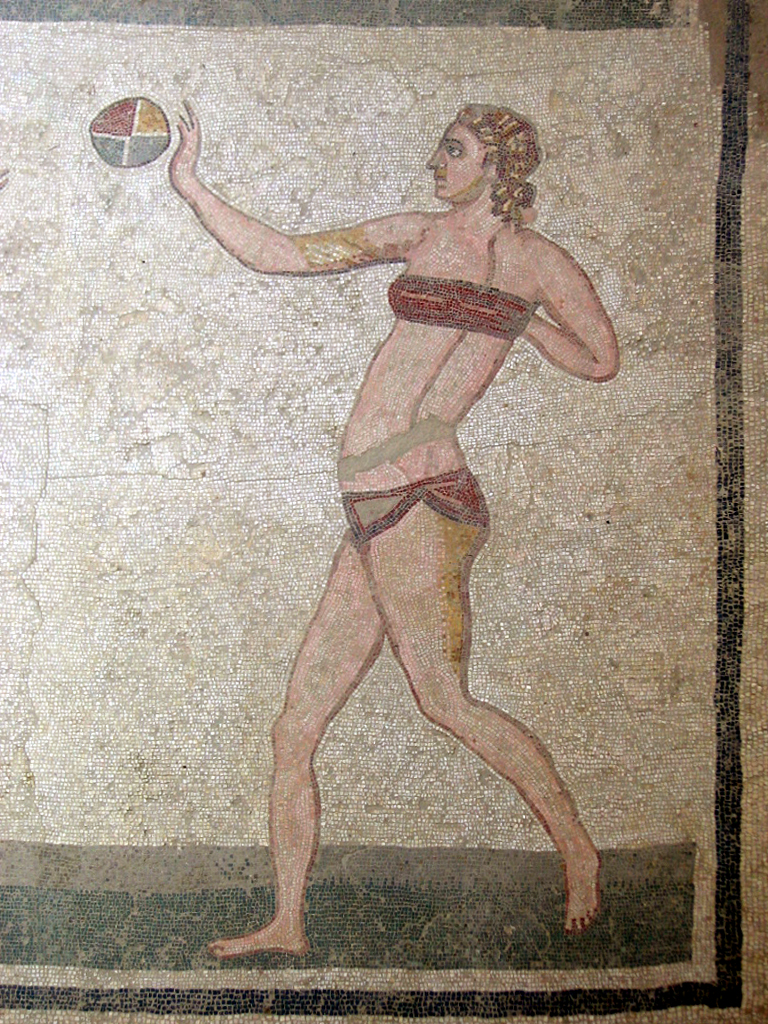
Harpastum, el balonmano practicado por lo romanos. Mosaico en la Villa Romana del Casale.

Para establecer los orígenes del balonmano los investigadores tratan de buscar similitudes y puntos de contacto con juegos propios de los griegos y los romanos. Parece lógico pensar que la agilidad del hombre con sus manos pudo llevarle ya en las primeras civilizaciones conocidas a utilizarlas para sus juegos. Sin embargo, el balonmano, tal y como se entiende ahora, es un deporte realmente muy joven, del primer cuarto del siglo XX.
En cualquier caso, también es cierto que en la antigua Grecia existió el «juego de urania», en el que se usaba un balón de medida parecida a una manzana que debía ser sostenido en el aire. En uno de los libros fundamentales de la literatura clásica, la Odisea, Homero habla de este juego y explica cómo dos de sus protagonistas lanzaban la pelota al aire en dirección a las nubes y la cogían saltando, antes de que sus pies volvieran a pisar el suelo. Algunas escenas de este tipo de diversión fueron halladas en la muralla de Atenas en 1926.
Posteriormente, también entre los romanos, el médico Claudio Galeno había aconsejado a sus enfermos la práctica del harpastum, una modalidad que se realizaba con una pelota y con las manos. Aquello aconteció alrededor de los años 150 a. C. Mucho más adelante, ya en la Edad Media, el trovador Walter Von der Vogelwide describió asimismo el «juego de la pelota», que consistía en atrapar el balón en vuelo de una forma parecida a como se lo pasan ahora los jugadores de balonmano. Era practicado principalmente en la Corte y los trovadores lo bautizaron como el «primer juego de verano». De todos modos, era una práctica deportiva no estructurada, sin ningún tipo de reglamento ni de normas.

### Actualidad
El balonmano se desarrolló a partir de una serie de juegos similares, que estuvieron en vigor al comienzo del siglo XX, practicados en el centro y norte de Europa. En 1926 se estableció el Reglamento Internacional de Balonmano; en 1928 se fundó la Federación Internacional Amateur de Balonmano por once países durante los IX Juegos Olímpicos de Verano. Este organismo más tarde se convirtió en la actual Federación Internacional de Balonmano (IHF).
En la primera parte del siglo XX, el balonmano fue jugado en el estilo de once contra once (balonmano a 11), que se practicaba al aire libre en campos de fútbol y, de hecho, esta versión del juego sigue siendo practicada por personas en países como Austria y Alemania.
A medida que la popularidad del balonmano comienza a aumentar en toda Europa, empiezan a estudiarse nuevas modificaciones en el norte de Europa, debido a su clima más frío. La necesidad de practicar el balonmano en interior se hizo evidente. En su modalidad de interior, este deporte se transformó en un juego más rápido y vistoso, que ayudó a que el resto de Europa empezara a practicarlo.
En 1954, la IHF organiza el primer Campeonato del Mundo Masculino, convirtiéndose Suecia en campeona. Tres años más tarde, Checoslovaquia ganó el primer Mundial de Balonmano Femenino. Los escandinavos, junto con Alemania y la antigua Unión Soviética, fueron las potencias en el mundo del balonmano. Esto ha ido cambiando durante las últimas décadas, debido a que la popularidad de este deporte ha aumentado en el resto de países europeos (con excepción del Reino Unido), así como en el Norte de África, principalmente por la influencia francesa.
El balonmano de interior y al aire libre gozaron de la misma popularidad hasta principios de la década de 1960. En 1965 el Comité Olímpico Internacional aprobó la modalidad de interior para que se practicara en los Juegos Olímpicos y con el nombre de «balonmano», el cual ahora se refiere exclusivamente al balonmano a siete. Siendo su primera participación en categoría masculina en los Juegos Olímpicos de Múnich 1972 y en categoría femenina en los Juegos Olímpicos de Montreal 1976.
El balonmano es ampliamente practicado en Europa, pero aún no ha conseguido ganar popularidad en el resto del mundo: aún cuenta como un deporte minoritario y de escasa relevancia en los países de habla inglesa, en América (donde últimamente países como Brasil y Argentina han mejorado su nivel competitivo), África y Asia (continentes donde solamente es practicado profesionalmente en algunos países árabes, y en el caso del balonmano femenino por Corea del Sur y Angola). Los equipos de estos países compiten regularmente en los campeonatos mundiales y en los torneos Olímpicos.

## Las reglas del juego
La portería está situada en la zona central de cada línea exterior de portería. Las porterías estarán firmemente fijadas al suelo o a las paredes que están detrás de ellas para mayor seguridad. Sus medidas son de 2 m de alto por 3 m de ancho, pintada a dos colores con franjas de 2 decímetros y el ancho de los postes y el larguero es de 8 centímetros, medida que coincide con el ancho de la línea de gol. Dicha portería se encuentra dentro de un área de 74,5 m², trazada a partir de dos cuartos de círculo, con centro en cada uno de los postes y radio de 6 metros, unidos por una línea paralela a la línea de gol.
Todas las líneas del terreno forman parte de la superficie que delimitan, midiendo las líneas de gol, 8 cm de ancho entre los postes de la portería, mientras que las otras líneas serán de 5 cm.
La línea de golpe franco es una línea discontinua; se marca a 3 m por fuera de la línea del área de portería. Tanto los segmentos de la línea como los espacios entre ellos medirán 15 cm y la línea de 7 m será de 1 m de largo y estará pintada directamente frente a la portería. Será paralela a la línea de gol y se situará a una distancia de 7 m de ella. La línea de limitación del portero (utilizada solo para penaltis) será de 15 cm de longitud y se traza directamente delante de la portería, se sitúa a una distancia de 4 m de ella.
La línea de cambio (un segmento de la línea de banda) para cada equipo se extiende desde la línea central a un punto situado a una distancia de 4,5 m de ella. Este punto final de la línea de cambio está delimitado por una línea que es paralela a la línea central, extendiéndose 15 cm hacia dentro de la línea de banda y 15 cm hacia fuera de ella.
Es un rectángulo de 40 m de largo y 20 m de ancho, que consta de dos áreas de portería (véase: Regla 1:4 y Regla 6) y un área de juego. Las líneas más largas se llaman líneas de banda y las más cortas son llamadas líneas de gol (entre los postes de la portería) o línea exterior de portería.

### Balón
El juego consta de un balón de cuero o de material sintético. Se utilizan 3 tamaños:
| Tipo | Categoría                                              | Circunferencia [Diámetro] (en cm) | Masa (en g) |
| ---- | ------------------------------------------------------ | --------------------------------- | ----------- |
| I    | Niños varones de 8 a 12 años, y niñas de 8 a 14 años   | 51±1 [16,2 ± 0,3]                 | 210 ± 20    |
| II   | Jóvenes varones de 12 a 16 años, y mujeres de +14 años | 55±1 [17,5 ± 0,3]                 | 350 ± 25    |
| III  | Solo masculino: juvenil y sénior (+16 años)            | 59±1 [18,8 ± 0,3]                 | 450 ± 25    |

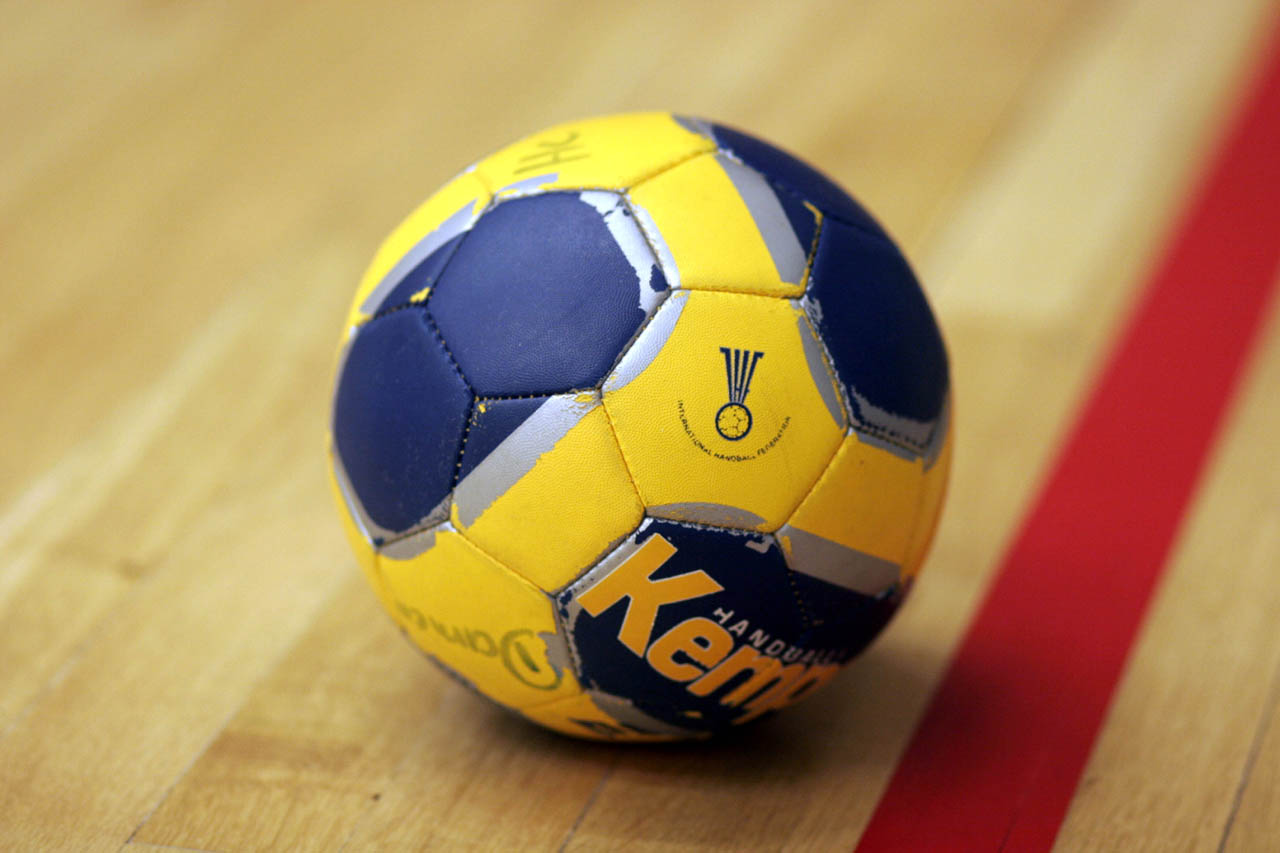
Pelota de balonmano.

El tamaño y masa de las pelotas para «minibalonmano» (para niños menores de 8 años) no se encuentran fijadas en las reglas de la IHF. El tamaño no oficial de la pelota de mini-balonmano es de 48 cm.
A partir de la categoría juvenil, se permite el uso de resina. La resina se utiliza debido al tamaño y a la masa que el balón adquiere a partir de esta categoría, puesto que se hace realmente complicado sostener el balón a las grandes velocidades y fuerzas con las que se mueve.
El balón estará fabricado de piel o material sintético. Tiene que ser esférico. La superficie no debe ser brillante ni resbaladizo.
Desde el 1 de junio del 2018, Molten es el balón oficial de todas las competiciones de balonmano nacionales.[¿dónde?][cita requerida]

### Inicio del juego
Antes de comenzar el juego, los dos equipos deben firmar la plantilla de jugadores, declarando así estar en condiciones legales de poder jugar el partido.
Se hace una entrada al unísono, desde mitad de cancha hacia el centro, cada equipo a un costado de la línea central. Se saludan los jugadores, a los árbitros y se hace el sorteo, el cual generalmente consiste en elegir al azar una mano del árbitro donde hay una moneda o el silbato del mismo. El ganador puede elegir entre sacar de mitad de cancha o pedir que arco desea defender en el primer tiempo.
Los jugadores se posicionan, el árbitro hace una seña a la mesa de control para centrar la atención y así se puede dar la orden de iniciar el juego.

### El equipo
Un equipo está compuesto por 7 jugadores en total, seis en el campo y uno de portero.

### Duración y resultado
La duración del partido es de 60 minutos, divididos en 2 periodos de 30 minutos cada uno. El resultado puede ser de victoria para cada uno de los equipos, o empate. Para los equipos de jóvenes entre 12 y 14 años es de dos tiempos de 25 minutos, y, para la edad comprendida entre los 8 y los 12 años, de dos tiempos de 20 minutos. En todos los casos, el descanso será de 10 minutos.
Si el partido está empatado al final de la duración normal del encuentro y las reglas de la competición requieren el desempate, se juega una prórroga tras 5 minutos de descanso para determinar un ganador. El periodo de prórroga consiste en dos tiempos de 5 minutos cada uno con un minuto de descanso entre ambos.
Si tras el primer periodo de la prórroga continúa el empate, se disputa un segundo periodo de prórroga después de 5 minutos de descanso. Esta segunda prórroga también consiste en dos tiempos de 5 minutos con 1 minuto de descanso.
Si aun así el partido continúa empatado, el ganador se determinará según las reglas de esa competición en particular. En el caso de que se decida por lanzamientos de 7 m, se disputaría al mejor de 5 lanzamientos de 7 m; de persistir el empate se seguiría lanzando hasta proclamar al ganador.

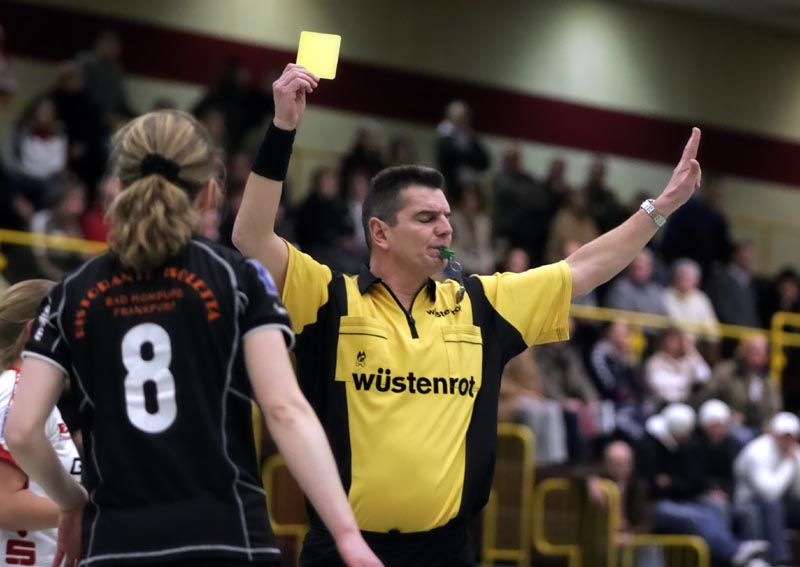
Amonestación.

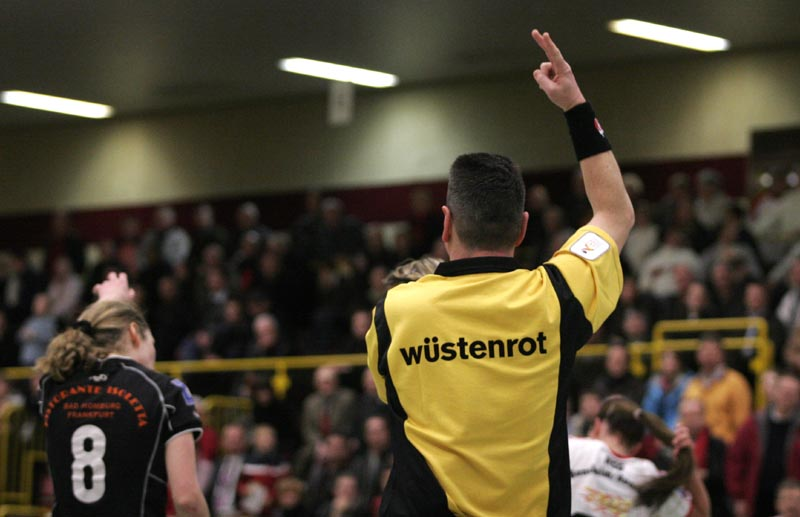
Exclusión.

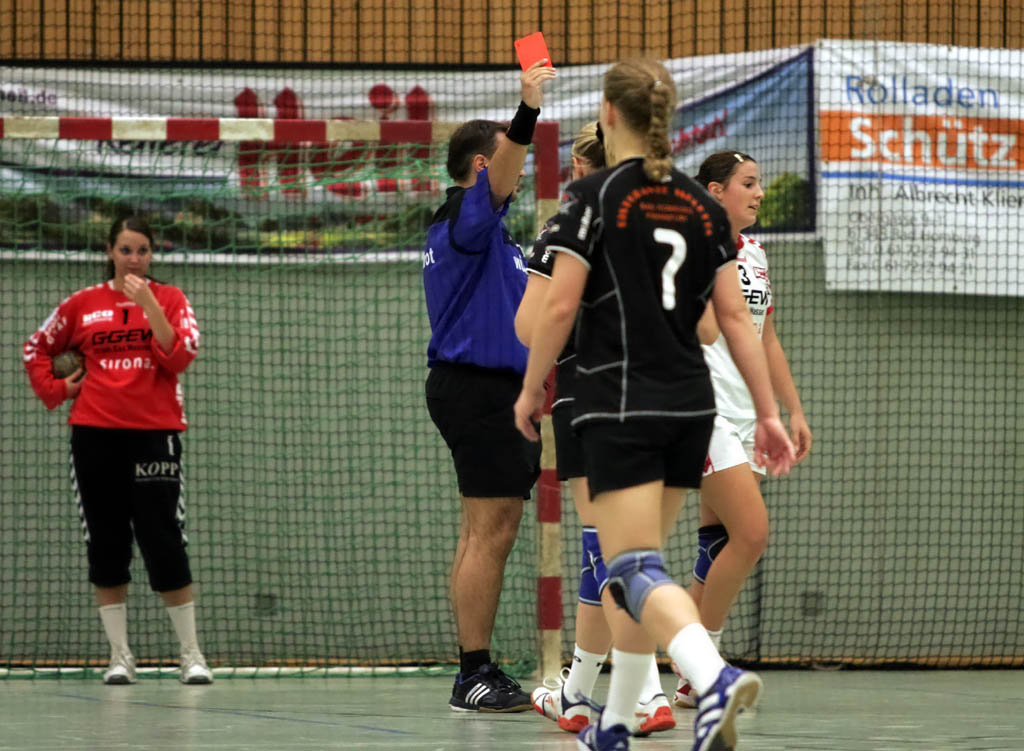
Descalificación.

### Sanciones
En este deporte está permitido el contacto «de cara», es decir, pecho con pecho, usando las manos con brazos semiflexionados, agarrar, a fin de obstruir el ataque del equipo rival, pero no está permitido los empujones, sean del tipo que sean. Estas faltas se sancionan con golpe franco.

#### Amonestación
La amonestación solo puede ser mostrada una vez a cada jugador (siendo el máximo 3 por equipo) y se le mostrará cuando el jugador muestre una conducta antirreglamentaria, se exceda en el contacto con el jugador rival o tenga un comportamiento antideportivo.
La forma correcta de amonestación es enseñar la tarjeta amarilla para que la vea el jugador, el anotador y el público.

#### Exclusión
El jugador excluido no podrá jugar durante 2 minutos, y su puesto quedará libre hasta que vuelva al terreno de juego. Si un jugador es excluido tres veces en un partido, da lugar a su descalificación inmediata. El árbitro la usará en caso de que cometa infracciones de forma reiterada, repita su comportamiento antideportivo o cuando el jugador no ponga el balón en el suelo cuando se pita una falta en contra de su equipo.
La forma correcta de excluir es mostrar el puño cerrado con el dedo índice y corazón levantados.

#### Descalificación
El jugador deberá abandonar el terreno de juego para el resto del partido, jugando su equipo durante 2 minutos con uno menos y entrando otro jugador en su lugar cuando el tiempo se haya cumplido. También puede ser descalificado un componente del banquillo, ya sea suplente o entrenador cumpliéndose esta con la salida de un jugador del campo. Un jugador es descalificado cuando comete una infracción muy grave contra el rival, si su actitud antideportiva continua, acumula tres exclusiones, comete algún tipo de agresión o entra en el terreno de juego sin tener que estar en él.
La descalificación es mostrada por el árbitro enseñándole la tarjeta roja al jugador.
Un nuevo matiz aparece en el reglamento, es el de las acciones de sabotaje en el último minuto del partido; aunque se debe dar unos condicionantes como el resultado igualado, y debe ser acciones que eviten una última posibilidad de gol o que eviten que se ejecute un saque o lanzamiento en los últimos instantes. En estos casos también se sancionará con descalificación directa.
Adicionalmente, en faltas de especial gravedad, el árbitro puede mostrar una tarjeta azul después de la roja. Esto significa que el árbitro presentará un informe escrito tras el partido que puede llevar a una suspensión adicional.

## Variantes

### Balonmano playa

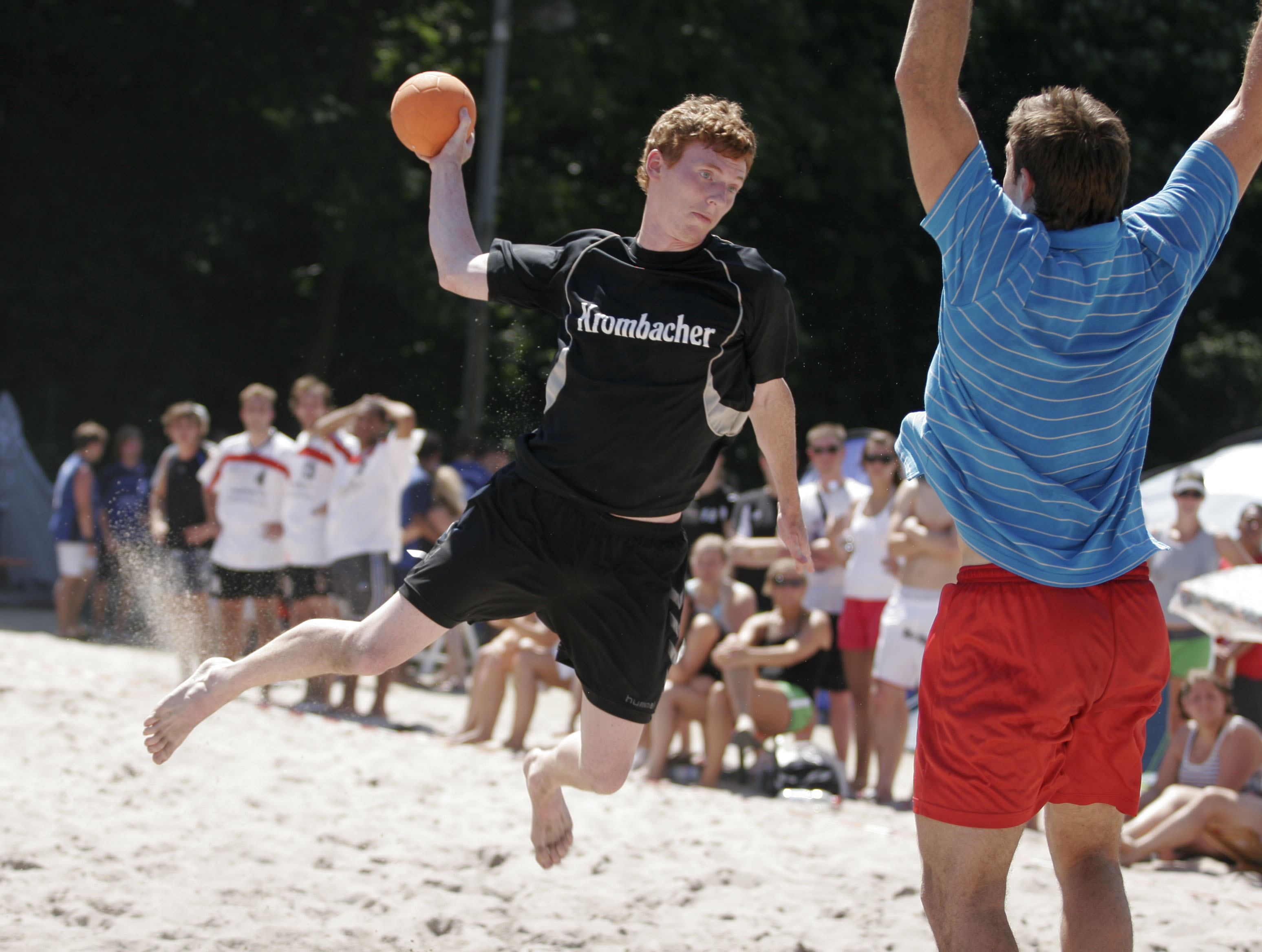
Escena de un contraataque en balonmano playa.

El balonmano playa contiene grandes similitudes con el balonmano tradicional. Participan dos equipos de cuatro jugadores cada uno, siendo uno de ellos el portero. Se juega en un campo de unos 27 por 12 metros, el cual está cubierto íntegramente por arena. Cada partido consta de dos tiempos de 10 minutos cada uno, y el resultado es contabilizado independientemente, si se logra ganar los dos tiempos, se logra un 2-0, pero, en caso de que cada equipo ganase un periodo, el partido se decide con el sistema de «un jugador contra el portero». Los golpes francos deben sacarse justamente en el lugar donde se cometieron, teniendo que estar los jugadores a 1 m del lanzador. Si un jugador es excluido, este no podrá volver a entrar hasta que su equipo haya recuperado la posesión del balón, en caso de descalificación, este jugador no podrá volver a entrar y será reemplazado por otro cuando su equipo vuelva a recuperar la posesión. Para los cambios, los jugadores de ambos equipos se situarán en el exterior de la misma línea de banda, cada uno en la parte correspondiente a su campo, permaneciendo sentados y podrán cambiarse tantas veces como quieran.
La competición más importante en la actualidad es el Mundial de Balonmano Playa, que se disputa bajo el mandato de la IHF (Federación Internacional de Balonmano).

### Minibalonmano

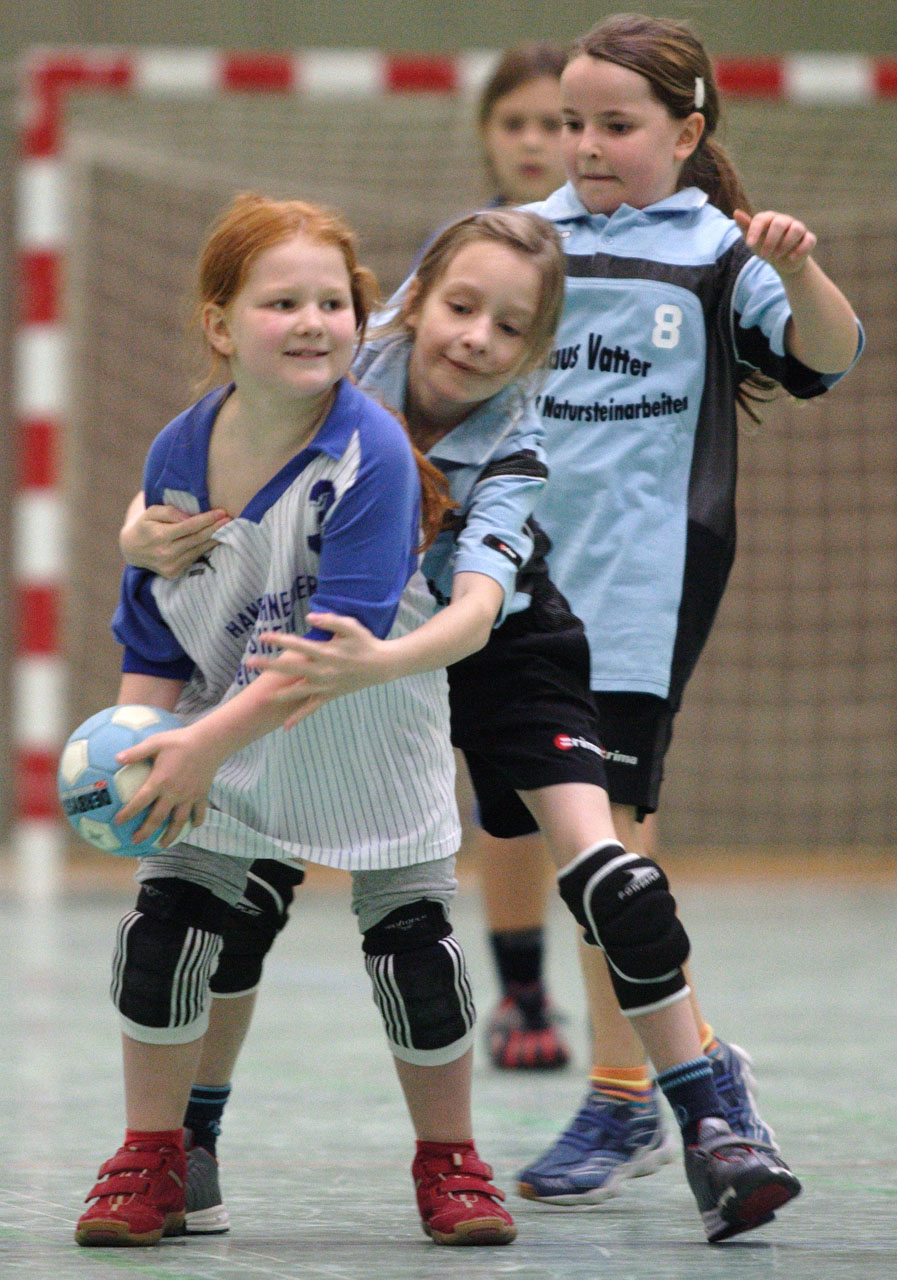
Niñas practicando balonmano.

El minibalonmano se juega entre dos equipos de cinco jugadores cada uno, siendo uno de ellos el portero, aunque este debe ser sustituido en cada periodo. Además, al ser este un juego dirigido para niños, todos ellos deben participar en algunos de los cuatro tiempos. Se juegan cuatro tiempos de 10 minutos cada uno, teniendo 6 minutos de descanso entre tiempos y 2 minutos entre periodos (2 tiempos = 1 periodo).
Cada encuentro se juega sobre una superficie de material sólido de unos 20 por 13 metros, además de ser reducidas otras distancias del área. La portería debe ser rebajada a 1,6 m en caso de ser benjamín, o a 1,8 m si es alevín. Desde línea de meta hasta el área hay 5 m, y el punto de penalti se hallará a 6 m.
El balón utilizado por los niños depende de la categoría de estos: 44 centímetros de diámetro para benjamines, y 48 cm para alevines. En la defensa no podrán ser utilizadas las mixtas (defensas independientes a un jugador), y no podrá ser utilizada ninguna sustancia en la sujeción del balón. El resultado final solo podrá oscilar entre 0-0, 0-1, 1-0, 1-1, 2-0 y 0-2; ya que cada periodo es independiente y se le da un punto al equipo ganador.
Este tipo de deporte no tiene representaciones internacionales, ya que es practicado solo para la enseñanza del balonmano común entre los niños y niñas de los distintos clubes.

## Organización
El ente rector del balonmano a nivel internacional es la Federación Internacional de Balonmano (más conocida por sus siglas en inglés: IHF), con sede en Basilea, Suiza.

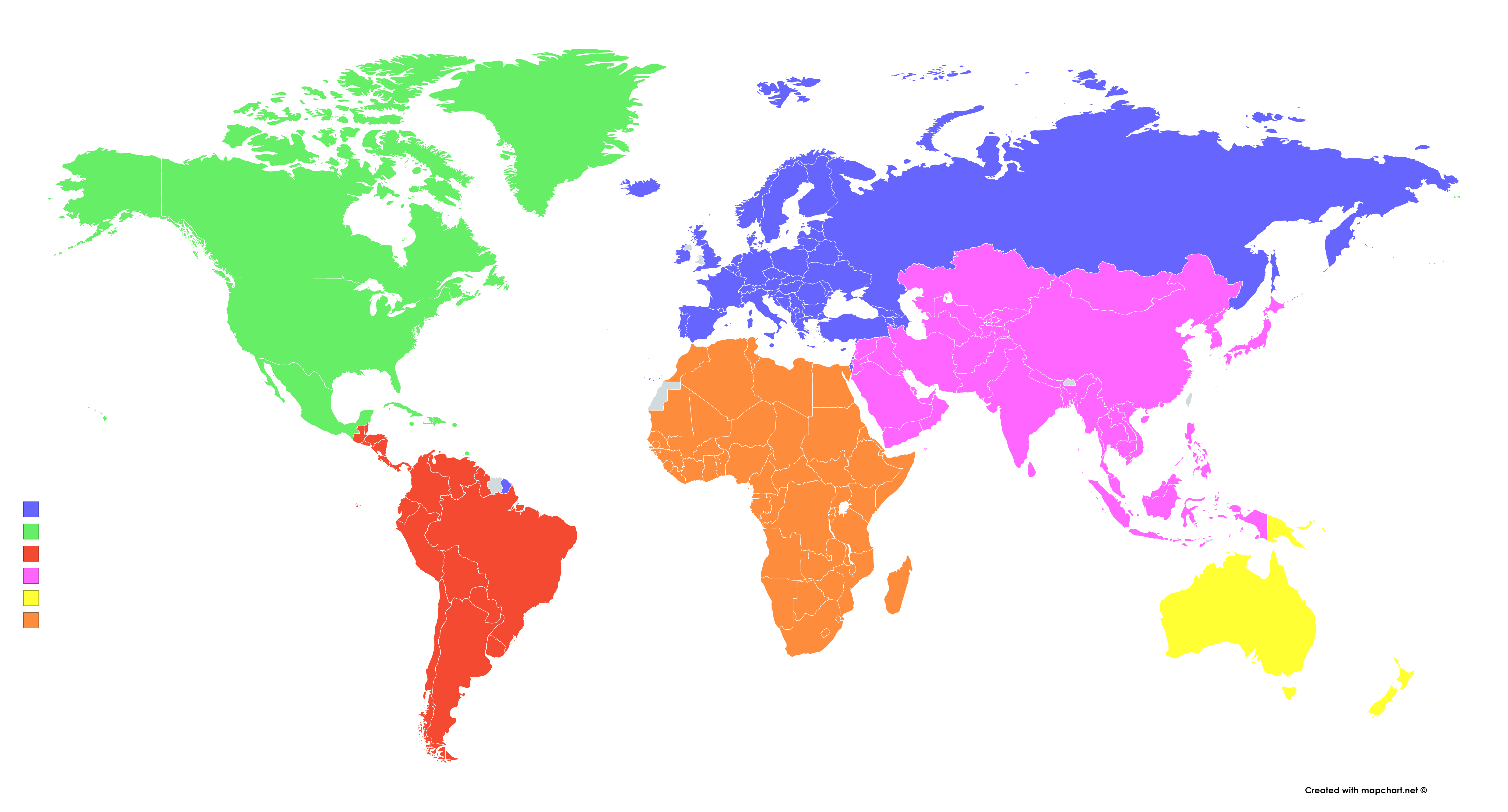
Federaciones de la IHF. (Referencias, más abajo).

Debido al constante crecimiento de la IHF, se han creado a lo largo de la historia seis federaciones regionales, cuyos objetivos son similares a los de la IHF. Las mismas están encargadas de coordinar todos los aspectos del deporte en cada región.
A continuación se detallan los nombres completos traducidos al español, las siglas en su idioma oficial y la zona de influencia de cada una de las seis federaciones:
     Federación Asiática de Balonmano (AHF) en Asia.
     Confederación Africana de Balonmano (CAHB) en África.
     Confederación de Balonmano de América del Norte y el Caribe	 (NACHC) en América del Norte.
     Confederación Sur y Centro Americana de Balonmano (COSCABAL) en América del Sur.
     Federación de Balonmano de Oceanía (OHF) en Oceanía.
     Federación Europea de Balonmano (EHF) en Europa.
A su vez, dentro de cada federación hay asociaciones de balonmano, las cuales representan a un país y, en algunas ocasiones, un territorio o estado no reconocido internacionalmente. Salvo casos excepcionales, hay una sola asociación por país o territorio, y en caso de existir más de una, solamente una puede estar afiliada a su federación. En algunos casos, la asociación principal del país tiene afiliadas otras sub-asociaciones para ayudar en la organización del balonmano. Cada asociación organiza el balonmano de su país independientemente de su federación, pero en algunos casos, por ejemplo para clasificar clubes a torneos internacionales, dichos clubes deben estar avalados por la asociación ante la federación.

## Competiciones

### Competiciones internacionales

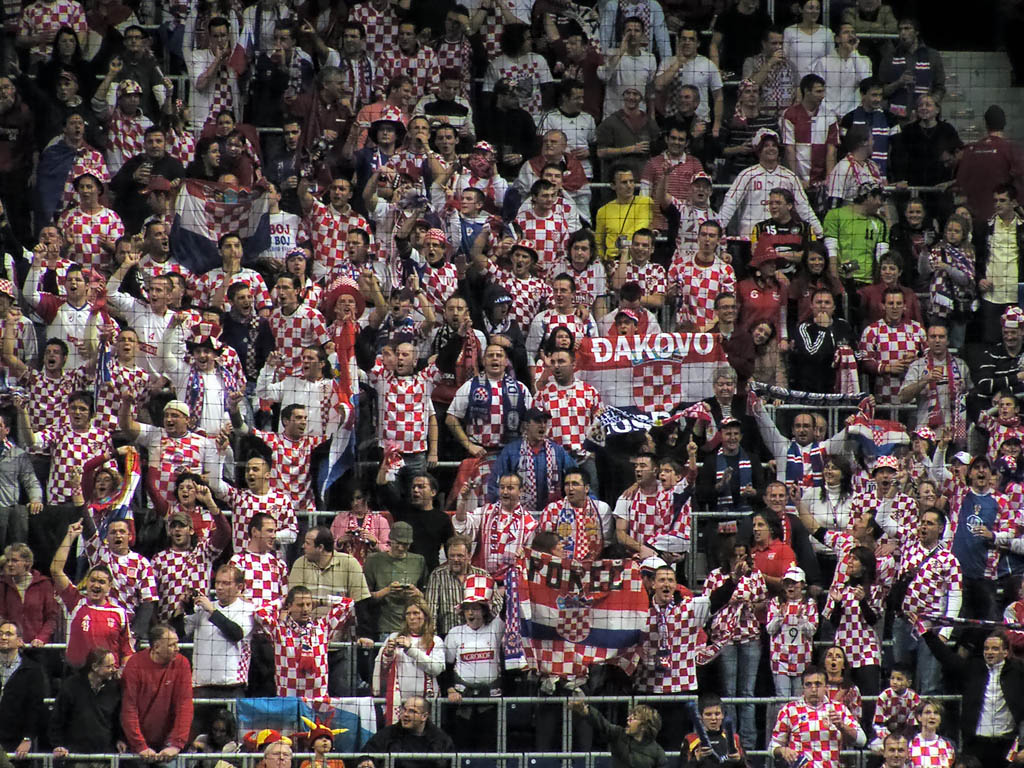
Aficionados croatas en el campeonato del mundo de 2007.

Aparte de los intentos aislados en 1936, el balonmano moderno se introdujo en el programa olímpico en los Juegos de Múnich de 1972. Yugoslavia venció en la categoría masculina, mientras que Rusia ganó el oro en la categoría femenina. Estas dos naciones dominan las listas de éxitos internacionales desde entonces. La primera copa del mundo se realizó en 1938 en modalidad de grupo con 4 participantes (Alemania, Austria, Suecia y Dinamarca), proclamándose campeón Alemania al ganar en sus 3 partidos. Con la profesionalización de algunos campeonatos nacionales en Europa occidental y la desintegración de Rusia y Yugoslavia, Francia (campeón olímpico en 2008, triple campeón mundial en 1995, 2001, 2009 y campeón de Europa en 2006 y 2010) o, más recientemente, España (campeón mundial en 2005) también fueron capaces de ganar grandes títulos. En los campeonatos del mundo de 2007, Alemania, que jugó en su terreno, se coronó campeón del mundo frente a Polonia con una victoria por 29-24.
El balonmano internacional está dominado por los países europeos (tanto en hombres como en mujeres). La única excepción notable es Corea del Sur, cuyo equipo femenino fue: doble campeón olímpico (1988 y 1992), tres veces finalista y campeón del mundo en 1995. Túnez, Egipto y Argelia entre los hombres y Angola entre las mujeres están entre los países no europeos que regularmente clasifican para las finales de grandes torneos internacionales.
- Balonmano en los Juegos Olímpicos (masculino y femenino)
- Campeonato Mundial de Balonmano Masculino
- Campeonato Mundial de Balonmano Femenino
- Campeonato Europeo de Balonmano Masculino
- Campeonato Europeo de Balonmano Femenino
- Campeonato Africano de Balonmano (masculino y femenino)

A nivel de clubes, la cita más importante es la Liga de Campeones (Champions League), antigua Copa de Europa, que enfrenta a los grandes clubes europeos masculinos desde 1956 y femeninos desde 1960. Otros continentes poseen competiciones similares, como la Liga de Campeones de África que se creó en 1979.
- Liga de Campeones de la EHF
- Copa EHF
- Recopa de Europa de Balonmano
- EHF Challenge Cup
- Liga de Campeones de la EHF femenina
- Supercopa de Europa

### Principales competiciones nacionales
Los principales campeonatos nacionales se disputan en Alemania, España, Dinamarca y Francia, donde los jugadores compiten en una situación profesional. Debido a ser el lugar de origen de este deporte y gracias a su infraestructura deportiva y financiera, la liga alemana es la más poderosa de las cuatro. El balonmano no es lo suficientemente popular en el plano mundial por lo cual los salarios de los jugadores profesionales son inferiores en comparación con otros deportes.
- Liga alemana de balonmano
- Liga española de balonmano (Liga Asobal)
- Campeonato de Dinamarca de Balonmano
- Campeonato de Hungría de Balonmano
- Campeonato de Francia de Balonmano
- Campeonato de Eslovenia de Balonmano
- Campeonato de Suiza de Balonmano

Además de estas ligas, hay competiciones eliminatorias en estos países: Copa Alemana, Copa del Rey de España y la Copa de Francia. Rusia, los países nórdicos y los de la antigua Yugoslavia también ofrecen competiciones de alto nivel.
Las grandes ligas de balonmano femenino se disputan en Dinamarca, Francia y Alemania.

### Organizaciones
- Sitio web oficial de la IHF.
- Confederación Africana de Balonmano (en francés).
- Federación Asiática de Balonmano (en inglés).
- Federación Europea de Balonmano (en inglés).
- Federación Panamericana de Balonmano (en español).
- Federación de Balonmano de Oceanía (en inglés).

### Reglas
- Reglas del balonmano (en inglés).

- Datos: Q8418
- Multimedia: Handball / Q8418